# Araragi enthea
Araragi enthea is een vlinder uit de familie van de Lycaenidae. De wetenschappelijke naam van de soort werd als Thecla enthea in 1877 gepubliceerd door Janson.

## Ondersoorten
- Araragi enthea enthea
- Araragi enthea yucara Murayama, 1953
- Araragi enthea morisonensis (Inoue, 1942)
  - = Thecla enthea morisonensis Inoue, 1942
- Araragi enthea entheoides (Oberthür, 1914)
  - = Zephyrus entheoides Oberthür, 1914